# 1738 Oosterhoff
Az 1738 Oosterhoff (ideiglenes jelöléssel 1930 SP) a Naprendszer kisbolygóövében található aszteroida. Hendrik van Gent fedezte fel 1930. szeptember 16-án, Johannesburgban.